# إمري باي
إمري باي (بالتركية: Emre Bey)‏ هو ممثل تركي ولد في 28 فبراير 1997.

## حياته ومسيرته
ولد في 28 فبراير 1997 في إسطنبول . الممثل، وهو مهاجر يوغوسلافيا وألباني من جهة والده  من مدينة بورصة من جهة والدته. كان يحلم أن يصبح لاعب، الذي لعب كرة القدم المرخصة عندما كان طفلا، الممثل، الذي قام بالتسجيل في الوكالة بتوجيه من أحد معارفه أثناء دراسته في المدرسة الثانوية، بدأ مسيرته التمثيلية من هناك. وفي وقت لاحق، تلقى تدريبًا على التمثيل في ورشة التمثيل الحرفية . 

## جزء من أعماله

### المسلسلات
- الأسطورة
- لا تترك يدي
- جانبي الايسر
- اتصل بمدير أعمالي

- حتى أنفاسي الأخيرة
- المؤسس عثمان (شخصية خيالية)